# Sherlock Holmes (carte-joc)

## Cărți cu alegeri multiple
Cititorul trebuie să opereze cu indiciile în investigațiile sale pentru a încerca să-l egaleze pe marele detectiv. Aceste adaptări sunt numeroase.

### Sherlock Holmesîn colecția «Un livre dont vous êtes le héros» (Folio Junior)
Scrisă de Gerald Lientz, Peter Ryan și Milt Creighton. Titlul original a fost "Sherlock Holmes solo mysteries". Publicată în Franța în perioada 1987-1994.
1. Murder at the Diogenes Club
2. The Black River Emerald
3. Death at Appledore Towers
4. The Crown VS Dr. Watson
5. The Dynamitters
6. The Honnour of the Yorkshire Light Artillery
7. The Royal Flush
8. The Lost Heir

### Sherlock Holmes(colecțiaHistoires à jouer
Publicată de Presse-Pocket, apoi de Livre de Poche 
1. La malédiction de Shimbali
2. L'affaire Tripsey
3. La Main Rouge
4. La statuette brisée
5. Le dragon de Limehouse
6. Le mystère de Stonehenge
7. Meurtre dans l'Orient-Express'
8. L'héritage Welsey

### Super Sherlock - Un Livre dont vous êtes le Héros
De autorul Ian Bailey și publicată de Folio Junior. 
1. Le Mystère de Compton
2. La Villa des Revenants

### Le détective volé
Le détective volé este un joc de rol de-al lui Migou după opera lui René Reouven.

## Cărți de tipul "găsiți vinovatul"

### Sherlock Yack Zoo-détective
De Michel Amelin, cu ilustrații de Colonel Moutarde, publicată de Milan Jeunesse. Tinerii cititori sunt invitați să facă o anchetă căutând indiciile ascunse în text și să demaște pe vinovați în fața iacului Sherlock.
- - Qui a saucissonné l'éléphant blanc ?
  - Qui a noué le python ?
  - Qui a piégé le pingouin ?
  - Qui a zigouillé le koala ?
  - Qui a liquidé le raton laveur ?

### Sherlock Heml'os mène l'enquête
Traducer franceză a The Sherluck Bunes Mystery Detective de Jim Razzi, Mary Razzi și Ted Enik. Tradusă la Québec prin Les enquêtes mystérieuses de Sherloque Fin-Museau, détective  este o serie de 6 cărți-joc în care protagoniștii sunt câini.